# Kyaukpyu
Kyaukpyu o Kyaukphyu (birmano: ကျောက်ဖြူမြို့ [tɕaʊʔpʰjù mjo̰]) es una localidad del Estado Rakáin, en el oeste de Birmania. Dentro del estado, Kyaukpyu es la capital del distrito homónimo y del municipio homónimo.
En 2014 tenía una población de 20 866 habitantes, en torno a la octava parte de la población municipal.
Se ubica en la esquina noroccidental de la isla Ramree. Se conoce la existencia de la localidad desde el siglo XVII, cuando era un pequeño pueblo de pescadores. Tras la primera guerra anglo-birmana, los británicos desarrollaron la localidad como un núcleo urbano, ya que por la ubicación de su archipiélago alberga un importante puerto natural. Actualmente su economía se basa en el actividad portuaria, ya que forma parte de la ruta de comercio marítimo de arroz entre Calcuta y Rangún.

## Clima
| Parámetros climáticos promedio de Kyaukpyu (1981–2010) | Parámetros climáticos promedio de Kyaukpyu (1981–2010) | Parámetros climáticos promedio de Kyaukpyu (1981–2010) | Parámetros climáticos promedio de Kyaukpyu (1981–2010) | Parámetros climáticos promedio de Kyaukpyu (1981–2010) | Parámetros climáticos promedio de Kyaukpyu (1981–2010) | Parámetros climáticos promedio de Kyaukpyu (1981–2010) | Parámetros climáticos promedio de Kyaukpyu (1981–2010) | Parámetros climáticos promedio de Kyaukpyu (1981–2010) | Parámetros climáticos promedio de Kyaukpyu (1981–2010) | Parámetros climáticos promedio de Kyaukpyu (1981–2010) | Parámetros climáticos promedio de Kyaukpyu (1981–2010) | Parámetros climáticos promedio de Kyaukpyu (1981–2010) | Parámetros climáticos promedio de Kyaukpyu (1981–2010) |
| Mes                                                    | Ene.                                                   | Feb.                                                   | Mar.                                                   | Abr.                                                   | May.                                                   | Jun.                                                   | Jul.                                                   | Ago.                                                   | Sep.                                                   | Oct.                                                   | Nov.                                                   | Dic.                                                   | Anual                                                  |
| ------------------------------------------------------ | ------------------------------------------------------ | ------------------------------------------------------ | ------------------------------------------------------ | ------------------------------------------------------ | ------------------------------------------------------ | ------------------------------------------------------ | ------------------------------------------------------ | ------------------------------------------------------ | ------------------------------------------------------ | ------------------------------------------------------ | ------------------------------------------------------ | ------------------------------------------------------ | ------------------------------------------------------ |
| Temp. máx. media (°C)                                  | 26.7                                                   | 28.1                                                   | 30.3                                                   | 32.6                                                   | 32.5                                                   | 30.1                                                   | 29.3                                                   | 29.4                                                   | 30.5                                                   | 31.3                                                   | 30.0                                                   | 27.8                                                   | 29.9                                                   |
| Temp. mín. media (°C)                                  | 17.1                                                   | 18.6                                                   | 21.5                                                   | 24.8                                                   | 25.8                                                   | 25.0                                                   | 24.8                                                   | 24.6                                                   | 24.9                                                   | 25.0                                                   | 23.4                                                   | 19.4                                                   | 22.9                                                   |
| Lluvias (mm)                                           | 1.1                                                    | 6.4                                                    | 20.8                                                   | 24.5                                                   | 347.0                                                  | 1073.1                                                 | 1248.4                                                 | 1054.5                                                 | 540.2                                                  | 261.6                                                  | 109.3                                                  | 16.9                                                   | 4703.8                                                 |
| Fuente: Norwegian Meteorological Institute             |                                                        |                                                        |                                                        |                                                        |                                                        |                                                        |                                                        |                                                        |                                                        |                                                        |                                                        |                                                        |                                                        |